# Ztracený svět v PODZEMÍ
Ztracený svět v PODZEMÍ je první z šesti dílů fantasy ságy PODZEMÍ. Napsali jej Roderick Gordon a Brian Williams. 3. července 2007 jej pod názvem Tunnels vydalo nakladatelství The Chicken House. V České republice potom kniha vyšla v roce 2008 v nakladatelství Fragment.

## Původní kniha
Původní kniha se jmenovala The Highfield Mole (Highfieldský krtek). V březnu roku 2005 jí bylo prodáno 2 500 výtisků. V listopadu toho roku ale objevil knihu Barry Cunningham z britského nakladatelství The Chicken House a udělal z ní "nového Harryho Pottera".

## Obsah ve zkratce
Čtrnáctiletý Will Burrows žije se svou rodinou v Londýně. Miluje archeologii a vše kolem ní. Když jednoho dne jeho otec záhadně zmizí, stopy vedou do podzemí, které je Willovi ještě bližší, než se na první pohled zdá. A tak se spolu se svým kamarádem Chestrem vydává otce hledat. Jenže v podzemí objeví více, než by možná čekal.
Tunelem z jejich sklepa a výtahem se dostanou až do podzemní říše – Kolonie. Žijí zde obyvatélé (Kolonisté) a Styxové. V kolonii panuje pevný řád a vládnoucí rasa Styxů neváhá přestupky krutě potrestat.
Willa a Chestera zajme policie, uvězní je a podrobí mnoha výslechů černým světlem. Willa ale propustí, protože je původem z Kolonie a žil na Povrchu v adoptivní rodině, protože jeho matka Sára Jeremová ho jako dítě odnesla na Povrch (Will o tom sám nevěděl).
Tak několik měsíců Will žije se svou pravou rodinou v Kolonii. Tam také pozná svého bratra Cala a srýčka Tama.
POKRAČOVÁNÍ PŘÍŠTĚ

## Vysvětlenípojmů
Kolonie – Dobře fungující město v podzemí.
Věčné město – Město v podzemí, starší než Kolonie. Obří a nádherné. Je ale zamořeno, přechod bez plynové masky většinou končí smrtí.
Hlubiny – Nehostinná oblast hlouběji v Zemi než Kolonie. Žijí zde psanci, uprchlíci, stvůry a Styxové zde provádějí mnohé ze svých pokusů.
Kolonisté – Potomci zakladatelů Kolonie.
Površáci – Lidé z Povrchu. (Normální lidé žijící na planetě Zemi.)
Styxové – Vládnoucí rasa v kolonii. Mnoho se o nich neví, informace dobře tají. Jsou mimořádně zdatní vojáci, nemilosrdní nepřátelé, rychle se regenerují. Jejich hlavním cílem je ovládnout Zemi a všechny lidi.
Kniha katastrof – Hlavní kniha v náboženství, jež Styxové vnutili Kolonistům. (Většina Kolonistů v něj ale opravdu věří.) Popisuje mimo jiné katastrofy, které je nebo Površáky postihnou.
Černé světlo – zařízení, jimž dokážou Styxové do jisté míry ovládat mozek lidí. (Donutit je odpovídat na otázky, naprogramovat jim nějaké chování, nebo je úplně ovládnout.) Jeho použití způsobuje nevolnost, bolest hlavy. Přílišným používáním dokážou Styxové člověku úplně vymýt mozek, nebo ho i nenávratné zničit.
Lovec – Něco mezi kočkou a psem, chován pro lov krys.
Stopař – Velký pes chován Styxy pro boj a hlavně hledání nepřátel.

## Části knihy
- Pod zem
- Kolonie
- Věčné město

## Filmové zpracování
V roce 2010 Hollywoodská studia od autorů koupila práva na zpracování, ale v roce 2018 bylo filmové zpracování zrušeno.[zdroj⁠?!]